# Dilophus dichrous
Dilophus dichrous är en tvåvingeart som beskrevs av Edwards 1938. Dilophus dichrous ingår i släktet Dilophus och familjen hårmyggor. Inga underarter finns listade i Catalogue of Life.